# Токтарово (Мішкинський район)
Токта́рово (рос. Токтарово, башк. Туҡтар) — присілок у складі Мішкинського району Башкортостану, Росія. Входить до складу Тинбаєвської сільської ради.
Населення — 162 особи (2010; 199 у 2002).
Національний склад:
- марійці — 100 %